# Sadayoshi Fukuda
Pour les articles homonymes, voir Fukuda.
Sadayoshi Fukuda (福田 定良, Fukuda Sadayoshi, 6 avril 1917 - 12 décembre 2002) est un philosophe et critique littéraire japonais.

## Biographie
Fukuda est le pseudonyme de Yukiari Segawa (瀬川 行有, Segawa Yukiari), né le 6 avril 1917. Il étudie la philosophie à l'université Hōsei de Tokyo dont il est diplômé en 1940. En 1944 il est envoyé à Halmahera et rentre au Japon en 1946. Deux ans plus tard il commence à enseigner la philosophie dans son ancienne université auprès de laquelle il est attaché jusqu'en 1970. Il vit par la suite de ses écrits.
Fukuda - nom qu'il utilise en tant que professeur et en tant qu'écrivain - est un auteur prolifique : il est hyōronka (critique ou expert) et vulgarisateur de la philosophie. Il décède le 11 décembre 2002.

## Source de la traduction
- (en) Cet article est partiellement ou en totalité issu de l’article de Wikipédia en anglais intitulé « Sadayoshi Fukuda » (voir la liste des auteurs).